# Gokart

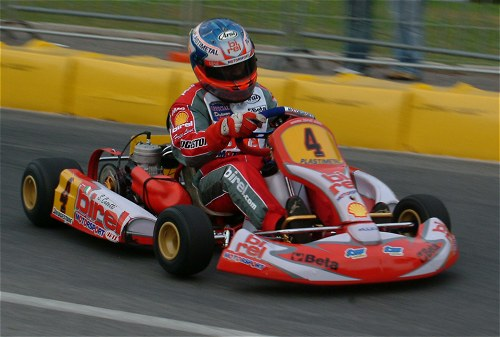
Sauro Cesetti 2006-ban

A gokart négy kerekű, különösen alacsony súlypontú kisméretű versenyautó. A gokartozás Magyarországon is népszerű, mindenki által hozzáférhető technikai sport.

## Műszaki jellemzők
Az autó négy kerekű, tömegközéppontja különösen alacsonyan helyezkedik el.
A bérgokartok általában 90-270 cm³-is négyütemű 1 hengeres és 2 szelepes motorokkal, vagy villanymotorral szereltek, addig a versenygokartoknál használnak kétütemű motorokat is. A bérgokartok teljesítménye elmarad a versenygokartokéhoz képest, erejük 5,5-13 lóerőig terjed. A versenygépek között létezik úgynevezett fixes (azaz nyomatékváltó nélküli) és váltós is. A fixes versenygokartok teljesítménye 13-35 lóerő közé esik, de a váltósok meghaladhatják a 45 lóerőt is.
A jármű fordulékonyságáról híres.
Különleges tulajdonsága a gokartnak, hogy hátsó tengelye fix, nincsen differenciálmű, ezáltal teszi a kanyarodást érdekessé. Az ívkülső keréknek nagyobb utat kell megtennie, mint a belsőnek, ezért gyakran 3 keréken fordulnak el egyes kanyarokban.

## A sportág felosztása
A sport két részre osztható: létezik versenygokartozás és bérgokartozás.

### Versenygokartozás

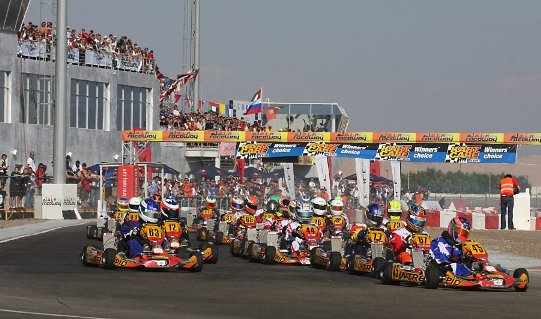
Gokartverseny

Versenyeket Magyarországon is rendeznek, amatőr, és profi szinten is.
Verseny géposztályok:
Micromax, Rotax Minimax, Rotax Max Junior, Rotax Max Senior, Rotax Max Masters, Rotax DD2 és Rotax DD2 Masters egyben, KF, KZ, Superkart(250cm³) eBambini, EasyKart 60, EasyKart 100

### Bérgokartozás
Bérgokartozás Magyarország számos pontján található, ahol bárki kipróbálhatja. A bérgokartozásban elterjedt gépeket egyszerű vezetni, egy gáz és egy fékpedál van, jobb oldalon a gáz, bal oldalon a fék. Sebességváltó nélküliek. Az ország első gokartpályája 1991-ben épült Siófokon, de van pálya Budapesten, illetve számos helyen vidéken.

## Külső hivatkozások
- Gokartpályák Magyarországon
- Brezova-Gokartland
- Gokart.lap.hu – Linkgyűjtemény
- https://web.archive.org/web/20081216034016/http://www.rotaxracing.hu/page.php?16
- https://web.archive.org/web/20100722040328/http://www.gokart.hu/
- https://web.archive.org/web/20110207201401/http://www.gokartsport.hu/
- https://web.archive.org/web/20100724035645/http://mgsz.net/
- https://web.archive.org/web/20100722095004/http://amatorgokart.hu/
- Magyarországi gokart pályák listája[halott link]
- https://web.archive.org/web/20161220204018/http://gpring.hu/